# Вядрово
Вядрово (пол. Wiadrowo) — село в Польщі, у гміні Журомін Журомінського повіту Мазовецького воєводства.
Населення — 453 особи (2011).
У 1975-1998 роках село належало до Цехановського воєводства.

## Демографія
Демографічна структура станом на 31 березня 2011 року:
|          | Загалом | Допрацездатний вік | Працездатний вік | Постпрацездатний вік |
| -------- | ------- | ------------------ | ---------------- | -------------------- |
| Чоловіки | 235     | 69                 | 143              | 23                   |
| Жінки    | 218     | 45                 | 118              | 55                   |
| Разом    | 453     | 114                | 261              | 78                   |